# Wim Vandekeybus
Wim Vandekeybus (Lier, 30 giugno 1963) è un coreografo, regista, attore e fotografo belga.

## Biografia e carriera
Vandekeybus studiò per un breve periodo psicologia alla Katholieke Universiteit Leuven. In seguito si avvicinò alla fotografia, al cinema, al teatro, e seguì lezioni di danza classica, contemporanea e tango. Dal 1985 al 1987 prese parte allo spettacolo The power of theatrical madness di Jan Fabre. Al termine della tournée si ritirò a Madrid per diversi mesi insieme ad alcuni danzatori con i quali lavorò a un progetto proprio.
Nel 1987 fondò la compagnia Ultima Vez. Le prime coreografie, What the body does not remember (Quello che il corpo non ricorda) e Les porteuses de mauvaises nouvelles (I portatori di cattive notizie) si aggiudicarono il Premio Bessie di New York. Da questa partenza, seguì una notevole produzione di spettacoli di danza contemporanea e arti performative. Il suo nome si unì a quello di Jan Fabre, Alain Platel e Anne Teresa De Keersmaeker, definiti gli artefici dell'Ondata Fiamminga nella danza europea degli anni Ottanta, caratterizzata da una grande energia di corpi e potenza narrativa.
Vandekeybus non collabora solo con ballerini, ma anche con artisti circensi, artisti visivi, attori, musicisti, e con non-artisti che seleziona dai paesi più diversi. L'esecutore entra a pieno titolo nel processo creativo del coreografo. La sua fama è legata specialmente alle produzioni di danza ma si è dedicato anche alla regia di film. Nel 2015 ha realizzato il suo primo lungometraggio, Galloping Mind.

## Principali coreografie
- What the body does not remember (1987)
- Les porteuses de mauvaises nouvelles (1989)
- The weight of a hand (1990)
- Her body doesn't fit her soul (1993)
- Mountains made of barking (1994)
- Exhaustion from dreamt love (1996)
- Seven for a secret never to be told (1997)
- The day of heaven and hell (1998)
- In spite of wishing and wanting (1999)
- Inasmuch as life is borrowed (2000)
- Scratching the inner fields (2001)
- It, con Sidi Larbi Cherkaoui (2002)
- Sonic Boom (2003)
- Puur (2005)
- Spiegel (2006)
- Menske (2007)

- NieuZwart (2009)
- Monkey Sandwich (2010)
- Oedipus/bêt noir (2011)
- Booty Looting (2012)
- Fear not (2012)
- Spiritual Unity (2013)
- Talk to the Demon (2014)
- Speak low if you speak love (2015)
- Mockumentary of a contemporary saviour (2017)
- TrapTown (2018)
- Traces (2019)
- Draw from within (2020)
- Hands do not touch your precious Me (2021)
- Scattered memories (2022)
- Infamous offspring (2023)
- Traces (2023)

## Filmografia parziale
- Roseland  (1990)
- La Mentira (1992)
- Bereft of a blissful union (1993)
- Dust (1996)
- Body, Body on the wall… (1997)
- The last words (1999)
- Silver (2000)
- Blush (2005)
- Monkey Sandwich (2011)
- Galloping Mind (2015)

## Riconoscimenti
- 1988 – Premio Bessie Danza e Interpretazione per What the body does not remember[4]
- 1990 – Premio Bessie per Les porteuses de mauvaises nouvelles
- 2007 – Choreography Media Honor ai Directors Guild of America Award
- 2012 – Premio Keizer Karel alla carriera
- 2013 – Premio Evens Arts per il contributo alla danza contemporanea europea[5]
- 2020 – Premio Danza&Danza alla migliore creazione per lo streaming per Draw from Within[6]